# La danzatrice spagnola
La danzatrice spagnola (The Charmer) è un film muto del 1925 diretto da Sidney Olcott. Prodotto dalla Famous Players-Lasky Corporation e distribuito dalla Paramount Pictures, aveva come interpreti Pola Negri, Wallace MacDonald, Robert Frazer, Trixie Friganza, Cesare Gravina, Gertrude Astor, Edwards Davis, Mathilde Brundage.

La sceneggiatura di Sada Cowan si basa su Mariposa, romanzo di Henry Baerlein pubblicato a Londra nel 1924.

## Trama
In Spagna Mariposa, ballerina in un piccolo caffè di Siviglia, colpisce con il suo talento il señor Sprott, un importante impresario, che decide di portarla con sé a New York. Presentata come The Charmer (l'ammaliatrice), Mariposa crea sensazione e scatena l'entusiasmo dei suoi ammiratori. I più ardenti tra questi sono Ralph Bayne, un playboy milionario, e il suo autista, Dan Murray, che l'hanno già conosciuta in Spagna. Bertha Sedgwick, una ricca signora dell'alta società pazzamente infatuata di Bayne, volendo mettere in cattiva luce la ballerina, la invita a passare insieme a sua madre un weekend da lei, nel deliberato tentativo di umiliarla. Bayne, rendendosi immediatamente conto che Mariposa è fuori posto nell'alta società, decide di farne la sua amante e la porta a casa sua. Nella lussuosa suite del playboy arriva inaspettatamente anche la signora Sedgwick. Per salvare la donna che è stata seguita dal suo sospettosissimo marito, Mariposa protegge la sua reputazione a spese della propria. A questo punto interviene Murray, l'autista, che tenta sotto la minaccia delle armi di costringere Bayne a sposare Mariposa ma lei rifiuta quell'arrangiamento, dichiarando di preferirgli l'amore di Murray.

## Produzione
Il film fu prodotto dalla Famous Players-Lasky Corporation.

## Distribuzione
Il copyright del film, richiesto dalla Famous Players-Lasky Corp., fu registrato il 19 aprile 1925 con il numero LP21367.
Distribuito dalla Famous-Lasky Film Service (che lo distribuì anche in Canada e Australia, il film fu presentato nel Regno Unito l'8 febbraio 1925. Il 5 aprile 1925, ci fu la prima a New York e poi, distribuito dalla Paramount Pictures, il film uscì nelle sale statunitensi il 20 aprile. In Francia il film fu distribuito il 16 ottobre 1925 con il titolo La Charmeuse; in Danimarca, il 7 novembre 1925 con il titolo Den Bedaarende; in Italia, nel 1926 come La danzatrice spagnola (visto di censura n° 22759); in Finlandia, il 10 aprile 1927. In Austria, prese il titolo Mariposa, die Hexe; in Germania, quello di Mariposa, die Tänzerin; in Polonia, di Czarodziejka; in Spagna, di La hechicera; in Svezia, di Primadonnan.
Non si conoscono copie ancora esistenti della pellicola che viene considerata presumibilmente perduta.